# Latino Orsini
Latino Orsini (ur. ok. 1411 – zm. 11 sierpnia 1477) – włoski duchowny, kardynał, ze słynnego rzymskiego rodu Orsini.

## Życiorys
W marcu 1438 został wybrany arcybiskupem Conza, kilka miesięcy później przeniesiono go do arcybiskupstwa Trani. Papież Mikołaj V mianował go w grudniu 1448 roku kardynałem-prezbiterem tytułu Ss. Ioannis et Pauli, prawdopodobnie w celu zrównoważenia w Kolegium Kardynalskim wpływów rzymskiej rodziny Colonna. W grudniu 1450 jego brat Giovanni Orsini, dotychczasowy opat Farfa, zastąpił go na arcybiskupstwie w Trani, podczas gdy kardynał objął in commendam opactwo Farfa, z którego zrezygnował dopiero 3 dni przed śmiercią. Sprawował wiele funkcji kościelnych, m.in. był administratorem diecezji Urbino (23 grudnia 1450 – 11 września 1452) i archidiecezji Bari (4 grudnia 1454 – 6 listopada 1472), kilkakrotnie kamerlingiem Świętego Kolegium Kardynałów, legatem w Marchii Ankońskiej (październik 1464 – październik 1465), archiprezbiterem bazyliki laterańskiej (od 1463), arcybiskupem Tarentu (od 30 października 1472), opatem komendatoryjnym kilku włoskich opactw benedyktyńskich oraz kamerlingiem Świętego Kościoła Rzymskiego (od 9 sierpnia 1471). Uczestniczył we wszystkich konklawe jakie odbyły się w okresie gdy był kardynałem (1455, 1458, 1464, 1471); po wyborze Kaliksta III pomagał w przywróceniu porządku w Rzymie. W grudniu 1455 został naczelnym dowódcą floty papieskiej. Jako legat papieża Piusa II koronował w Barletta króla Neapolu Ferdynanda. W 1465 awansował do rangi kardynała biskupa, zostając biskupem diecezji podmiejskich Albano (7 czerwca 1465 – 14 października 1468) i Tusculum (od 14 października 1468). W młodości prowadził rozwiązłe życie (miał naturalnego syna Paolo, który za zgodą papieża odziedziczył jego bogactwa), jednak pod koniec życia stał się człowiekiem bardzo religijnym.